# Professor Layton
Professor Layton (レイトン教授, Reiton-kyōju) é uma série de jogos eletrônicos de puzzle e aventura para o Nintendo DS e o Nintendo 3DS, desenvolvidos e publicados pela Level-5. A série consiste em seis jogos principais, além de um filme lançado e um em produção. Um crossover com a série Ace Attorney, intitulado Professor Layton vs. Phoenix Wright: Ace Attorney também foi lançado para o Nintendo 3DS. A primeira trilogia de jogos segue as aventuras conjuntas do Professor Hershel Layton e seu parceiro, Luke Triton. A trilogia subsequente e os dois filmes são prequelas, e focam em como Luke e Layton se conheceram, e suas aventuras originais.
Os títulos são focados em uma série de puzzles e mistérios dados pelos cidadãos de vilas e cidades visitadas pelos protagonistas. A série passou a ser uma das mais bem sucedidas entre as séries exclusivas de Nintendo DS/3DS, com vendas acumuladas de 10 milhões de unidades até outubro de 2010. Até agosto de 2013, 15 milhões de cópias foram vendidas no total.

## Jogabilidade
Os jogos consistem, essencialmente, em uma coleção de puzzles, com seções de exploração entre eles. O jogador, controlando Professor Layton e Luke, explora os ambientes em um estilo Point-and-click usando a tela tátil do DS. Ela pode ser usada para conversar com personagens não jogáveis, aprender sobre o ambiente, mover-se entre áreas ou achar moedas de dicas (Hint Coins, em inglês), que podem ser usadas durante puzzles. Geralmente, ao interagir com uma pessoa ou objeto, o jogador é apresentado com um puzzle, cujo valor é definido por "picarats", um tipo de moeda do jogo. Solucionar o puzzle corretamente vai garantir ao jogador muitos picarats, mas uma resposta errada vai reduzir a recompensa. Para progredir na história o jogador deve realizar tarefas, como completar um número mínimo de puzzles, conseguir um número mínimo de picarats ou completar puzzles específicos. Quando o jogador deixa uma área devido à progressão da história, puzzles pendentes são coletados e guardados na "Cabana de Puzzles" (Puzzle Shack, em inglês), cuja dona é a personagem fictícia conhecida como "Granny Riddleton". O jogador pode retornar a Granny e resolver os puzzles depois.
Os puzzles, criados por Akira Tago para a série, têm pouca ligação com o enredo, e consistem em problemas matemáticos ou de lógica, labirintos, quebra-cabeças comuns e quebra-cabeças de deslizamento. Devido a sua morte em 2016, Kuniaki Iwanami o estará substituindo a partir de Lady Layton.
Se o jogador ficar preso em um puzzle, ele pode gastar uma moeda de dica para receber uma dica. Cada puzzle possui três dicas disponíveis, e em The Unwound Future, o conceito de "Super Hints" é introduzido. Trata-se de dicas que praticamente solucionam o puzzle para o jogador, mas que gastam duas moedas de dica e que só podem ser usadas após a utilização das três outras dicas. Não há tempo limite para os puzzles, mas o jogador pode ser desafiado a completar alguns puzzles em um número limitado de movimentos.

## Jogos
1. Professor Layton and the Curious Village (レイトン教授と不思議な町)[3]: DS - 2007
2. Professor Layton and the Diabolical Box (レイトン教授と悪魔の箱)[4]: DS - 2007
3. Professor Layton and the Unwound Future (レイトン教授と最後の時間旅行): DS - 2008
4. Professor Layton and the Last Specter (レイトン教授と魔神の笛): DS - 2009
5. Professor Layton and the Miracle Mask'' (レイトン教授と奇跡の仮面): 3DS - 2011
6. Layton Brothers: Mystery Room (レイトンブラザーズ・ミステリールーム): iOS e Android - 2012
7. Professor Layton vs. Phoenix Wright: Ace Attorney (レイトン教授VS逆転裁判): 3DS - 2012
8. Professor Layton and the Azran Legacy (レイトン教授と超文明Aの遺産): 3DS - 2013
9. Layton Mistery Journey: Katrielle and the Millionares Conspiracy: 3DS, Switch (Deluxe Editon), IOS e Android - 2017

### Jogos futuros
Um novo jogo, intitulado Layton 7, (レイトンセブン Reiton Sebun), foi anunciado para Android, iOS e 3DS, com um estilo "diferente" de seus antecessores.
O próximo jogo a ser lançado será Layton Mistery Journey: Katrielle and the Millionares Conspiracy, nesse jogo a protagonista é a filha do Professor Layton: Katrielle Layton, que também se tornou detetive. 